# Tiradentes (Minas Gerais)
Pour les articles homonymes, voir Tiradentes (homonymie).
Tiradentes est une ville coloniale brésilienne de la province de Minas Gerais fondée en 1703. Elle a été nommée en l’honneur de Joachim José da Silva Xavier, un héros national surnommé Tiradentes qui est né à cet endroit. Joaquim fut un militant politique, qui exerça divers métiers dont celui d’ « arracheur de dent »  à l’origine de son surnom (« tira » signifie tirer et « dentes » dents). Après sa fondation, Tiradentes devint un relais routier important pour les convois d’or et de pierres précieuses à destination du Portugal.
Tiradentes possède une architecture coloniale qui a été préservée, très similaire à ce qu’elle était au XVIIIe siècle. Le centre historique est plein de charme avec ses rues pavées bordées de petites boutiques et de maisons anciennes aux façades colorées. De nombreuses églises baroques, splendides, s’élèvent à tous les coins de rue : l’église Santo Antonio, l’église Matriz de Santo Antonio, l’église Our Lady of Rosario dos Pretos, …. Les musées sont aussi nombreux à Tiradentes : le Musée de Sant'Ana (Museu de Sant'Ana ) expose une vaste collection de peintures et sculptures représentant Sainte Anne et la Vierge, le Musée de la Liturgie (Museu da Liturgia), lui, est riche  en objets religieux de toute sorte et le Musée du Père Toledo (Museu do Padre Toledo) permet d’imaginer comment les gens vivaient à Tiradentes à l’époque coloniale.
Enfin, le trajet Tiradentes - Sao Joao del Rei dans un vieux train à vapeur permet de découvrir de beaux paysages tout en se replongeant dans le passé.
A quelques kilomètres de Tiradentes, on trouve la Casa de Pedra Grotto, une grotte perdue au milieu de nulle part, qui s’explore avec des lampes frontales sur la tête. Des gravures rupestres y ont été retrouvées. Lors de la visite, on aperçoit immanquablement de nombreuses chauves-souris, ainsi que d’énormes mygales grimpant sur les parois.  Les collines entourant la ville forment le massif de Sao Jose Ridge qui offre de belles possibilités de randonnées.